# Теофан Райнов
Теофан Райнов Попович е български обществен и политически деец от Възраждането, син на известния книжовник и учител Райно Попович. Един от основателите на движението „Млада България“, съратник на Георги Раковски, Иван Касабов, Любен Каравелов и Васил Левски.

## Биография

### Ранни години
Роден през януари 1837 г. в Карлово в семейството на учителя Райно Попович. Връстник и съученик на Васил Левски. Учи във взаимното училище и в гръкоеленическата школа при баща си. През 1851 г. постъпва в училище „Св. св. Кирил и Методий“ в Пловдив, което завършва през 1855 г. и заминава за Цариград, където започва работа в търговската кантора „Братя Гешови“.
През 1858 г. след смъртта на баща му заминава за Виена при своя вуйчо Христо Д. Гешов, където учи счетоводство, помага в търговската кантора на вуйчо си, а след смъртта му през 1860 г. поема дейността ѝ. През 1862 г. се среща с Георги Раковски и се посвещава на революционното дело. През 1863 г. се жени за Елисавета Манова от Казанлък, която умира две години по-късно при раждане. През 1864 г. е обвинен в умишлен фалит на кантората, съден е във Виена и лежи за кратко в затвора.

### Революционна дейност
След като се завръща в България, се установява в Пловдив, а през 1867 г. заминава за Цариград, където се включва в борбите за църковна независимост. През есента на 1868 г. получава предложение от адвокат Манол Иванов, който отговаря за турското разузнаване сред българската емиграция, да стане турски шпионин. Заедно с д-р Миркович той приема, но с ясната идея да работи като двоен агент – вместо да издава българите, да им помага да избегнат преследване. След ареста на д-р Миркович е принуден на бяга в Цюрих и се завръща в Цариград през 1872 г. след смъртта на великия везир Али паша.
Поддържа връзки с българската емиграция – с Георги Раковски – още от 1862 г., Любен Каравелов, Иван Касабов. Член е на политическата групировка „Млада България“ на Иван Касабов. С парите, дадени му от османските власти за подкупи, финансира емигрантската преса, дори и обиколката на Васил Левски в България. Именно при него Левски праща помощника си Ангел Кънчев, за което пише писмо на Райнов на 25 ноември 1871 г. През 1869 г. със специална мисия посещава Италия, Женева и Лондон, където се среща с Джузепе Мацини, Михаил Бакунин и Александър Херцен. Участва в учредителното събрание на БРЦК през 1869 г.
През 1872 г. е назначен за главен управител на Баронхиршовата железница, където работи до 1877 г. Заподозрян от турските власти отново бяга – този път в Триест, откъдето се завръща след края на Руско-турската война през 1878 г.

### След Освобождението
Веднага след Освобождението е назначен за окръжен управител на Карлово, а по-късно и за префект на Пловдив. От октомври 1882 г. до януари 1883 г. е помощник-кмет на София. След това е околийски управител на Омуртаг, окръжен управител на Хасково, Бургас, Силистра, Видин, Свищов, Разград, Трън, Севлиево, Пазарджик и Кюстендил. За приноса му за изграждане на българската държавност през 1890 г. е награден с орден „Св. Александър“ – V степен с грамота.
Умира в Карлово на 18 септември 1910 г.